# Wake Up (Rocco Hunt)
Wake Up è un singolo del rapper italiano Rocco Hunt, pubblicato il 10 febbraio 2016 come primo estratto dall'album SignorHunt: Wake Up Edition.

## Descrizione
La canzone è stata composta da Rocco Pagliarulo, Vincenzo Catanzaro e Simone Benussi ed è stata presentata dal cantante al Festival di Sanremo 2016, dove si è classificata al 9º posto.

## Tracce
1. Wake Up – 2:46

## Classifiche
| Classifica (2016) | Posizione massima |
| ----------------- | ----------------- |
| Italia            | 11                |